# 南坎
南坎是缅甸掸邦木姐县南坎镇区下辖的一个城镇，是缅甸北部的重镇和门户，位于瑞丽江南岸，与中華人民共和国瑞丽市隔江相望。南坎是座古城，富有典雅纯朴的东南亚特点，古塔矗立。南坎中缅商贾云集，为滇西南及缅北一相当繁荣的商业小都市。

## 歷史
1044年，蒲甘王朝的阿努律陀王率军北征时，曾經在南坎安营。
2023年12月20日，德昂民族解放军在1027行动期间完全控制南坎及其周边据点。